# My Dream Is Yours
My Dream Is Yours is een Amerikaanse muziekfilm uit 1949 onder regie van Michael Curtiz.

## Verhaal
Als de ster Gary Mitchell laat weten dat hij zijn contract wil verbreken met radiobaas Felix Hofer, moet muziekagent Doug Blake op zoek naar nieuw zangtalent. In New York leert hij Martha Gibson kennen. Hij richt zijn pijlen op haar. Bovendien wordt Doug verliefd op Martha.

## Rolverdeling
| Acteur            | Personage                  |
| ----------------- | -------------------------- |
| Jack Carson       | Doug Blake                 |
| Doris Day         | Martha Gibson              |
| Lee Bowman        | Gary Mitchell              |
| Adolphe Menjou    | Thomas Hutchins            |
| Eve Arden         | Vivian Martin              |
| S.Z. Sakall       | Felix Hofer                |
| Selena Royle      | Freda Hofer                |
| Edgar Kennedy     | Oom Charlie                |
| Sheldon Leonard   | Fred Grimes                |
| Franklin Pangborn | Directeur                  |
| John Berkes       | Klant                      |
| Ada Leonard       | Ada Leonard                |
| Frankie Carle     | Frankie Carle              |
| Mel Blanc         | Bugs Bunny / Tweety (stem) |